# Melanthieae
Melanthieae, tribus porodice čemerikovki sa nekoliko rodova iz sjeverne hemisfere od kojih je tipičan melancijum (lat. Melanthium).
Ime tribusa dolazi po rodu Melanthium, sinonim za Veratrum

## Rodovi
1. Amianthium A.Gray
2. Anticlea Kunth, 1843
3. Melanthium J.Clayton
4. Schoenocaulon A.Gray, 1837
5. Stenanthium (A.Gray) Kunth, 1843, nom. cons.
6. Toxicoscordion Rydb., 1903
7. Veratrum L., 1753
8. Zigadenus Michx., 1803